# Christian Schreiber (aviron)
Pour les articles homonymes, voir Christian Schreiber.
Christian Schreiber est un rameur allemand né le 7 août 1980 à Langendorf.

## Biographie
Schreiber est plusieurs fois champion du monde en quatre de couple d'abord en junior (moins de 19 ans), puis en U23 (moins de 23 ans) et enfin en séniors avec un titre en quatre de couple aux championnats du monde d'aviron 2001. En 2004, il participe en deux de couple avec René Bertram aux Jeux olympiques d'Athènes mais l'équipage est éliminé en demi-finale.
En 2005, Christian Schreiber a pris la troisième place du deux de couple aux Championnats du monde au Japon. En 2007, Christian Schreiber a réalisé de belles performances dans les phases de qualification aux championnats du monde de Munich mais qui n'a ensuite pas été confirmées lors des phases finale. Néanmoins, le double de couple allemand s'est qualifié pour les Jeux olympiques de Pékin. Intégré dans l'équipage du quatre de couple en raison d'une blessure, l'équipe allemande termine sixième.